# Lew Alexejewitsch Kaljajew
Lew Alexejewitsch Kaljajew (russisch Лев Алексеевич Каляев, engl. Transkription Lev Kalyayev; * 16. Mai 1929 in Leningrad; † 19. August 1984) war ein sowjetischer Sprinter, der seine größten Erfolge in der 4-mal-100-Meter-Staffel hatte.
Mit der sowjetischen Mannschaft gewann er 1950 Gold bei den Leichtathletik-Europameisterschaften in Brüssel und 1952 Silber bei den Olympischen Spielen in Helsinki.